# High Altitude Venus Operational Concept

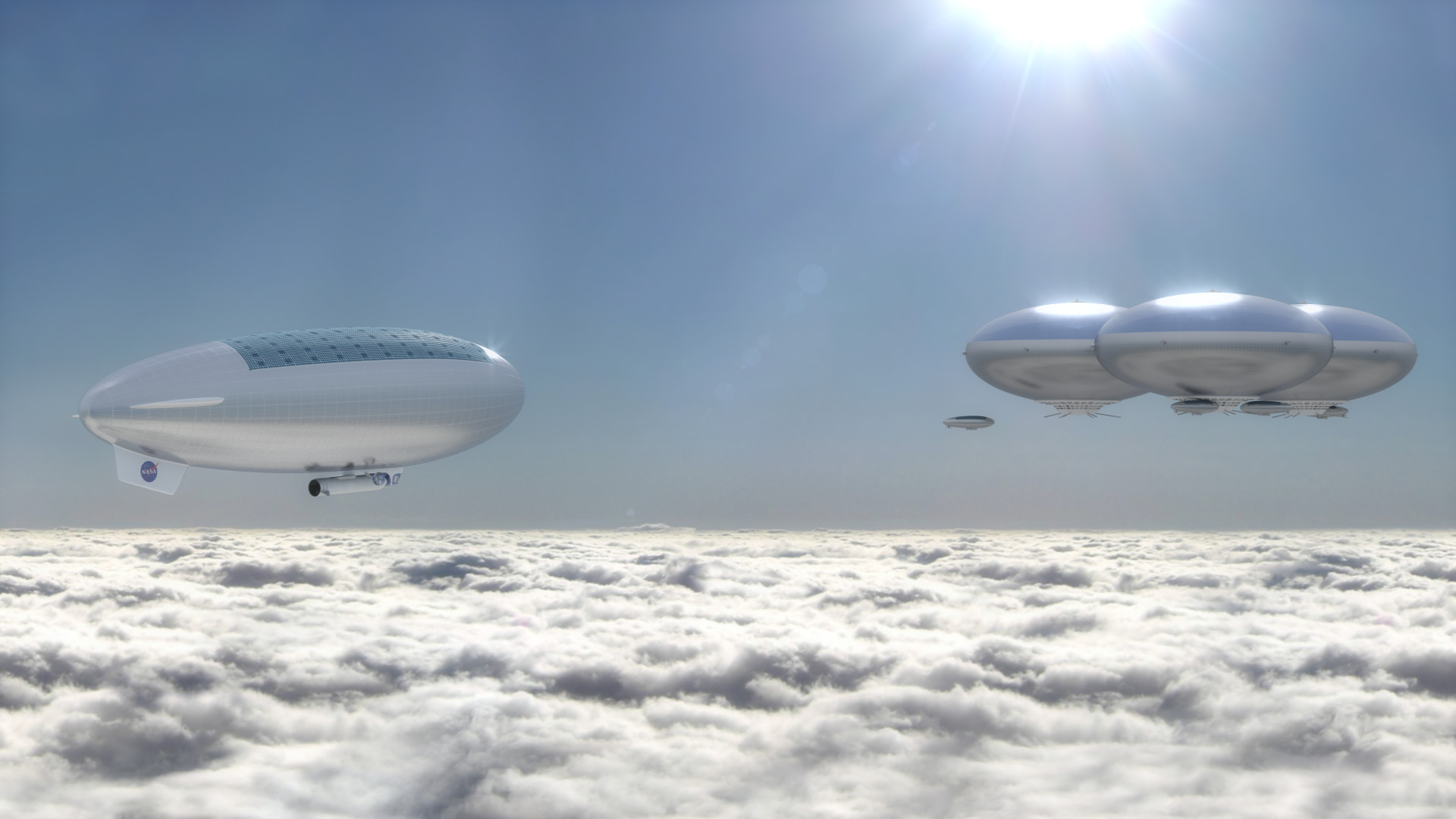
Vue d'artiste d'un avant-poste flottant avec équipage de la NASA sur Vénus.

High Altitude Venus Operational Concept ou HAVOC en français : « Concept Opérationnel Vénus à Haute Altitude » est un ensemble de concepts de missions habitées de la NASA sur la planète Vénus. Toutes les parties habitées des missions seraient menées à partir d'engins plus légers que l'air flottants dans l'atmosphère dense de la planète ou en l'orbite.

## Contexte
Vénus est une planète avec un très important effet de serre, et connaissant des températures de surface et pression de 737 kelvins (464 degrés Celsius) et de 92 bar (91 atm), respectivement. Les moteurs de fusée conventionnels ne fonctionnent pas avec de telles pressions. Par conséquent, les missions humaines à Vénus ont été historiquement considérées comme peu pratiques, voire impossibles. Cependant, Vénus présente des avantages pour les voyages en équipage : elle est plus proche que Mars, a une gravité semblable à la Terre (0,904 g) et une atmosphère qui offre une protection contre les rayonnements solaires et interstellaires,,.  
Alors que toutes les missions au sol sur Vénus avaient un temps de fonctionnement en minutes ou en heures, les missions soviétiques Vega ont réussi à lancer de petits ballons, qui ont fonctionné jusqu'à épuisement de leurs batteries, soit plusieurs jours. À 55 km d'altitude, les conditions atmosphériques de Vénus sont d'environ 25 degrés Celsius (298 kelvins) et de 0,5 bar (50 kPa), soit une pression équivalente à une altitude d'environ 5 500 m sur Terre. Cependant, en raison de la grande quantité de CO2, la densité pour une pression donnée est supérieure à celle de l'atmosphère terrestre. L'air respirable agit donc comme un gaz flottant (en). Dans le même temps, la gravité à l'altitude proposée est de 8,73 m/s2 contre 9,81 m/s2 à la surface de la Terre. 
Vénus a une magnétosphère induite par l'interaction de son atmosphère épaisse avec le vent solaire, et sa proximité plus proche du Soleil l'amène plus profondément dans le champ magnétique du Soleil, ce qui diminue les niveaux de rayonnement interstellaire. Avec l'ajout du temps d'exposition réduit dans l'espace pendant le trajet interplanétaire, les niveaux de rayonnement anticipés par les astronautes sont très inférieurs à une mission équivalente sur Mars,. 

## Concepts

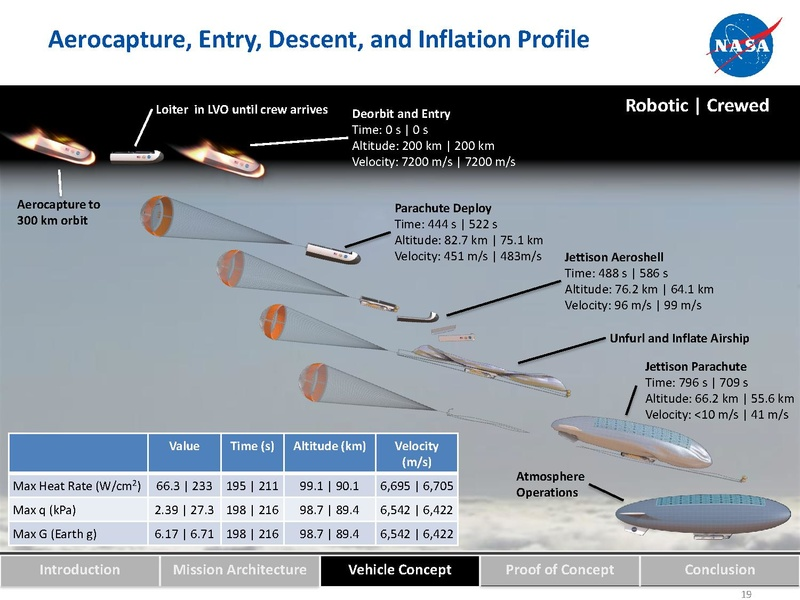
Diapositive détaillant la séquence des événements pour la descente en équipage.

### Phase 1
La phase 1 implique une exploration robotique via un dirigeable de 31 m de long. Il serait utilisé pour tester de nombreuses technologies nécessaires à la version avec équipage, y compris le dirigeable, les systèmes de génération d'énergie ainsi que les traîneaux d'aérocapture et de descente. 

### Phase 2
La phase 2 est de mettre des astronautes en orbite autour de Vénus. Les composants individuels seraient assemblés à distance et l'équipage se joindrait à l'ensemble plus grand lorsque toutes les préparations seraient terminées. Il y aurait un module de retour envoyé en orbite basse de Vénus avant les astronautes, avec lequel ils feraient une rencontre en orbite vénusienne avant de retourner sur Terre. 

### Phase 3
La phase 3 consiste à descendre dans l'atmosphère. L'aeroshell serait utilisé pour la dissipation thermique. Un parachute serait déployé pour ralentir davantage l'engin, avant de finalement gonfler le dirigeable. Une fois gonflé, l'équipage vivrait dans le dirigeable pendant une période équivalente à trente jours terrestres, avant de se détacher et de monter dans le Venus Ascent Vehicle. 